# Parafia św. Jadwigi Śląskiej w Warszawie
Parafia św. Jadwigi Śląskiej w Warszawie – parafia rzymskokatolicka należąca do dekanatu bródnowskiego, diecezji warszawsko-praskiej, metropolii warszawskiej Kościoła katolickiego, znajdująca się przy ul. Modlińskiej 4 w Warszawie. Obsługiwana przez księży diecezjalnych.

## Historia
W latach 1920–1921 na Pelcowiźnie na gruncie ofiarowanym przez księżnę Marię Ewę Radziwiłłową i rodzinę Grędzickich został zbudowany drewniany kościółek-barak pod wezwaniem św. Jadwigi Śląskiej. 17 października 1920 roku kościół poświęcił ks. Zygmunt Łubieński. Parafia została erygowana 22 października 1921 r. przez ks. kardynała Aleksandra Kakowskiego.
W latach 30. XX w. rozpoczęto przygotowania do budowy nowego kościoła. Powstałe plany spłonęły w czasie II wojny światowej wraz z budynkiem plebanii. We wrześniu 1944 r. kościół uległ uszkodzeniu wskutek ostrzału artyleryjskiego a ocalałe wyposażenie przeniesiono do kaplicy na ul. Poborzańskiej. Liczba parafian spadła z 5 tys. do 500 osób. Przez pewien czas życie parafii zamarło. Mieszkańcy utworzyli „Radę Opiekuńczą Kościoła św. Jadwigi” i odnowili zniszczony kościół. Parafia zaczęła się rozrastać, kiedy wokół dużych zakładów, takich jak fabryka FSO czy Polfa, zaczęły powstawać hotele robotnicze. 
W 1969 r. ks. Ryszard Grygiełko uzyskał pozwolenie na remont dotychczasowej świątyni. Szybko okazało się, że stary kościół nadaje się jedynie do rozbiórki. Postanowiono kawałek po kawałku zastąpić starą drewnianą konstrukcję nową murowaną. Pomimo trudności ze strony władz nowy kościół został poświęcony 19 września 1971 roku w 50. rocznicę powstania parafii przez kardynała Stefana Wyszyńskiego pod wezwaniem Jezusa Chrystusa Króla Pokoju.
W ołtarzu głównym kościoła znajduje się krzyż z postacią Chrystusa, a pod nim obraz Matki Bożej Nieustającej Pomocy. Wizerunek św. Jadwigi umieszczony jest na lewej bocznej ścianie prezbiterium.
21 września 1981 w kościele został poświęcony sztandar „Solidarności” FSO Warszawa. Poświęcenia dokonał bł. ks. Jerzy Popiełuszko.